# Чаро
Чаро (на испански: charro) е етнографска група в Мексико.
Те се занимават с пасищно животновъдство, използвайки коне. През колониалната епоха язденето на коне от хора с индиански произход е ограничавана от властите, поради което чаро трябва да използват определено облекло и сбруя. С времето те развиват специфична култура.
През първата половина на XX век в мексиканското кино се развива популярен чаро жанр, сходен с американския уестърн.